# Dufourea phoenix
Dufourea phoenix là một loài Hymenoptera trong họ Halictidae. Loài này được Ebmer mô tả khoa học năm 2008.